# Slitování
Slitování (v originále Roubaix, une lumière) je francouzský hraný film z roku 2019, který režíroval Arnaud Desplechin. Byl uveden v oficiální soutěži na filmovém festivalu v Cannes 22. května 2019.

## Děj
Na policejní stanici v Roubaix, v jejímž čele stojí Daoud, muž s klidnou povahou, přijíždí mladý policista Louis. Daoud původem ze severní Afriky vyrostl v tomto městě, které dokonale zná, ale ztratil veškerý kontakt se svými příbuznými, včetně vězněného synovce, který se s ním odmítá vidět.
Na Štědrý den jde Louis na místo požáru v jednom domě. Vyslýchá sousedy Claude a Marii, dvě mladé ženy žijící spolu, které nejprve odmítají vypovídat, údajně ze strachu z pomsty. Nakonec přijdou na policejní stanici a na fotografiích poznají dva mladé lidi. Vyšetřování však nic neodhalí: mladíci obviňují jeden druhého, ale všichni mají alibi.
V sousedním domě je nalezena mrtvola staré ženy, uškrcená na posteli. Komisař Daoud podezřívá ze spáchání tohoto zločinu dvě sousedky
Claude ukazuje komisařovi předměty, které staré paní ukradla Marie, která nicméně popírá, že by v domě byla. Později na policejní stanici Daoud postupně získává přiznání od Marie, která vysvětluje, že loupežnou vraždu naplánovala Claude a provedly ji společně. Claude postupně přiznává, že se podílela na loupeži a poté na vraždě, přičemž se snaží omezit svou vinu díky psychologické nadvládě, kterou uplatňuje nad Marií, která je do ní zamilovaná. Rekonstrukce na místě činu však zničí její argumenty. Obě mladé ženy jsou poslány do vězení.

## Obsazení
| Roschdy Zem        | komisař Yacoub Daoud |
| Léa Seydouxová     | Claude               |
| Sara Forestierová  | Marie Carpentier     |
| Antoine Reinartz   | Louis Cotterelle     |
| Chloé Simoneau     | Judith               |
| Betty Cartoux      | De Kayser            |
| Jérémy Brunet      | Aubin                |
| Stéphane Duquenoy  | Benoît               |
| Philippe Duquesne  | Dos Santos           |
| Anthony Salamone   | Kovalki              |
| Ilyes Bensalem     | Farid Mokhtar        |
| Abdellatif Sedegui | Hami                 |
| Sylvie Moreaux     | paní Duhamel         |
| Diya Chalaoui      | Fatia Belkacem       |
| Bouzid Bouhdida    | strýc Alaouane       |
| Maïssa Taleb       | Soufia Duhamel-Hami  |

## Ocenění
- Mezinárodní festival frankofonních filmů v Namuru: nejlepší film
- Cena Jacquese Deraye
- Mezinárodní tiskové ceny: Nejlepší herec (Roschdy Zem)
- Festival Tournai Ramdam: Cena za nejznepokojivější film v kategorii „International Ramdam“
- César: nejlepší herec (Roschdy Zem); nominace v kategoriích nejlepší film, nejlepší režie (Arnaud Desplechin), nejlepší herečka ve vedlejší roli (Sara Forestierová), nejlepší adaptace (Arnaud Desplechin a Léa Mysius), nejlepší kamera (Irina Lubtchansky), nejlepší filmová hudba (Grégoire Hetzel)